# Houlgate
Houlgate, trước kia thường gọi là Beuzeval, là một xã ở tỉnh Calvados, thuộc vùng Normandie ở tây bắc nước Pháp.

### Dân số
| 1962                                                            | 1968  | 1975  | 1985  | 1990  | 2005  |
| --------------------------------------------------------------- | ----- | ----- | ----- | ----- | ----- |
| 1 588                                                           | 1 617 | 1 655 | 1 729 | 1 835 | 1 944 |
| Nombre retenu à partir de 1962: Population sans doubles comptes |       |       |       |       |       |

La plupart des "Houlgatais" viennent de Houlgate, Dives-sur-Mer, Cabourg, Calvados ou Paris.
Bản mẫu:Référence nécessaire